# برج إلكترا
برج إلكترا (بالعبرية: מגדל אלקטרה, مغدال إلكترا)، سابقًا برج آمكور أو برج إيلكور، هي ناطحة سحاب للمكاتب في تل أبيب الإسرائيلية، تقع في شارع إيغال آلون، بارتفاع 165 مترًا، وهي واحدة من أعلى المباني في المدينة.
كان من المخطط أن تكون أعلى ناطحة سحاب في تل أبيب، بل وأعلى الأبراج في إسرائيل، إلا أن التصميم النهائي قُرر أن تكون ناطحة سحاب مكونة من 45 طابق. وقد تم الانتهاء من بنائها في يناير 2011.
ثمانية (مبدئيًا خمسة) من طوابق البرج، بمساحة إجمالية 8,000 مترًا مربعًا هي مؤجرة لشركة جوجل إسرائيل. تشمل طابق واحد مكون من 1,500 مترًا مربعًا لحرم حاضنة الأعمال وقد انطلقت في ديسمبر 2012.
ومن الشركات المتواجدة في البرج هي كلارنا، باي بال، برودكوم، وجولان تليكوم.

## طالع أيضًا
- برج موشيه أبيب
- أبراج عزرائيلي

## معرض الصور

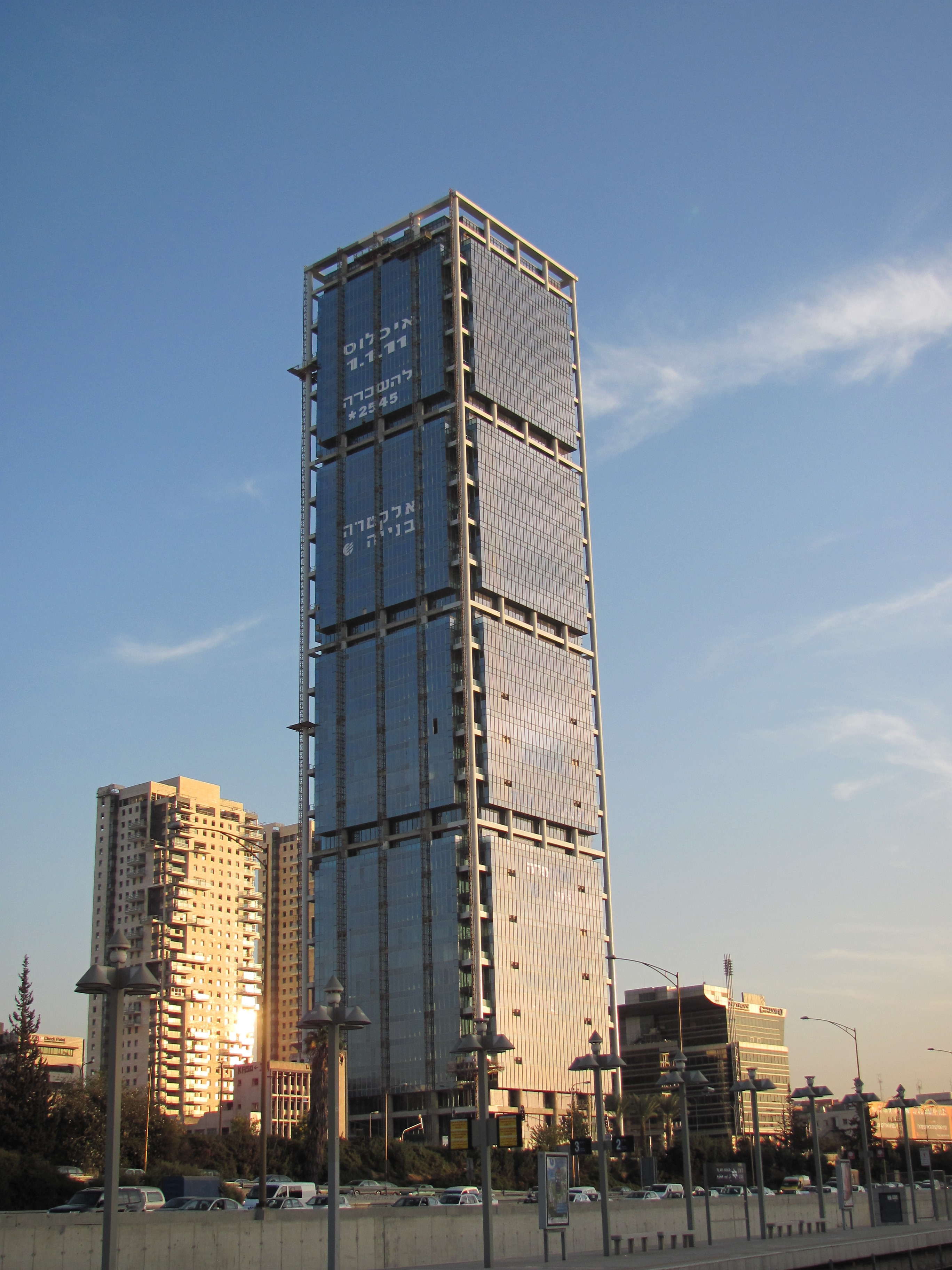
البرج عام 2010
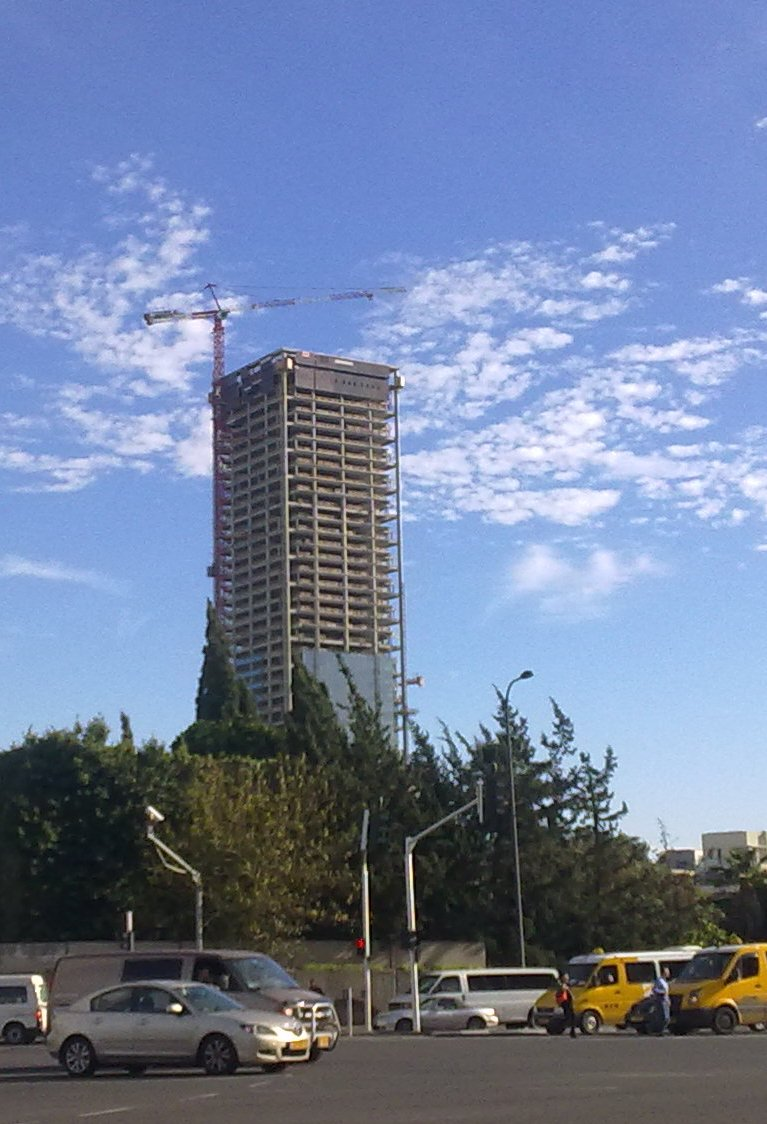
البرج عام 2009